# Expedição Italiana de Skanderbeg
A Expedição Italiana de Skanderbeg (em albanês: Ekspedita italiane e Skënderbeut; 1460–1462) foi realizada para ajudar seu aliado Fernando I de Nápoles, cujo governo estava ameaçado pela Dinastia Angevina. Gjergj Kastrioti Skanderbeg foi o governante da Albânia (em latim: dominus Albaniae) que liderava uma rebelião contra o Império Otomano desde 1443 e se aliou a vários monarcas europeus para consolidar seus domínios. Em 1458, Afonso V de Aragão, governante da Sicília e Nápoles e o mais importante aliado de Skanderbeg, morreu, deixando seu filho ilegítimo, Fernando, no trono napolitano; René d'Anjou, o duque francês de Anjou, reivindicou o trono. O conflito entre os apoiadores de René e Fernando logo se transformou em uma guerra civil. O Papa Calisto III, de origem espanhola, pouco pôde fazer para proteger Fernando, então ele recorreu a Skanderbeg em busca de ajuda.
Em 1457, Skanderbeg alcançou sua vitória mais famosa sobre o Império Otomano em Albulena (Ujëbardha), que foi recebida com grande entusiasmo em toda a Itália . Para retribuir a Afonso a assistência financeira e militar que lhe foi dada anos antes, Skanderbeg aceitou os apelos do papa para ajudar o filho de Afonso enviando uma expedição militar à Itália. Antes de partir, Skanderbeg tentou negociar um cessar-fogo com o sultão Maomé II, o conquistador de Constantinopla, para garantir a segurança de seu domínio. Maomé não havia declarado uma trégua e ainda estava enviando seus exércitos contra a Bósnia e a Moreia Bizantina. Foi somente em 1459, após a conquista da Sérvia por Maomé, que Maomé não apenas declarou uma trégua, mas também um cessar-fogo de três anos com Skanderbeg. Isso deu a Skanderbeg a oportunidade de enviar seus homens para a Itália.
Devido ao medo da aproximação de um exército otomano, Skanderbeg primeiro enviou seu sobrinho, Constantino, com 500 cavaleiros para Barletta. Eles foram incorporados às forças de Fernando para combater seus rivais angevinos. Eles detiveram o inimigo por um ano, mas não ganharam muito terreno até a chegada de Skanderbeg em setembro de 1461. Antes de chegar à Itália, Skanderbeg visitou Ragusa (Dubrovnik) para convencer seus reitores a ajudar a financiar sua campanha. Enquanto isso, seus homens desembarcaram na Itália e as forças angevinas levantaram o cerco a Barletta. Ao chegar, Skanderbeg continuou a perseguir os inimigos de seus aliados com grande sucesso. Os adversários de Fernando começaram então a recuar dos seus territórios e Skanderbeg regressou à Albânia; uma tropa dos seus homens permaneceu até Fernando conseguir finalmente derrotar os pretendentes ao seu trono na Batalha de Orsara, embora não se saiba se os homens de Skanderbeg participaram.

## Antecedentes
Em 1456, o aliado de Skanderbeg, João Corvino, morreu, e seu filho, Matias Corvino, foi coroado Rei da Hungria. Corvino foi um defensor de uma guerra ofensiva contra o Império Otomano, enquanto a nobreza húngara e seu filho promoveram uma guerra defensiva.  No ano seguinte, porém, George Kastrioti Skanderbeg derrotou uma considerável força otomana na Batalha de Albulena (Ujëbardha). Roma esperava desesperadamente por tal vitória após o Cerco de Belgrado, pois o Papa Calisto III queria certificar-se da viabilidade de uma cruzada antes de declará-la.  Calisto nomeou Skanderbeg como Capitão-General da Cúria; para garantir os interesses do papa, Skanderbeg enviou doze prisioneiros de guerra turcos que haviam sido capturados em Albulena para Roma. Apesar de ver suas forças derrotadas no ano anterior, o sultão Maomé II preparou outra força para ser enviada à Albânia. O país estava obstruindo suas ambições de império no Ocidente e ele ficou inquieto para derrotar Skanderbeg.  Skanderbeg enviou delegações a vários estados da Europa Ocidental para convencê-los a parar de lutar entre si e se unirem para a cruzada de Calixtus. 

### Situação italiana

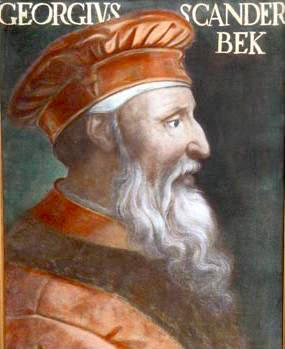
Retrato de Skanderbeg no Uffizi, Florença

Em 27 de setembro de 1458, Afonso V de Aragão, o aliado mais importante e útil de Skanderbeg após a estipulação do Tratado de Gaeta, morreu.  Em 1448, como um gesto de amizade com Afonso, Skanderbeg enviou um destacamento de tropas albanesas comandadas pelo general Demetrios Reres a Crotone para reprimir uma rebelião contra Afonso.  No ano seguinte, muitos desses homens foram autorizados a estabelecer-se em quatro aldeias na Sicília, controladas por Afonso.  Ao saber da morte de seu aliado, Skanderbeg enviou emissários ao novo rei de Nápoles, Fernando I, para dar condolências pela morte de seu pai, mas também para parabenizá-lo por sua ascensão ao trono de Nápoles.  A sucessão não foi isenta de turbulências, no entanto: René d'Anjou reivindicou o trono porque sua família controlava Nápoles antes que Aragão assumisse o controle, e também porque Fernando era filho ilegítimo de Afonso.  A nobreza do sul da Itália, muitos de origem angevina, apoiaram René d'Anjou em detrimento do aragonês Fernando.   Entre eles estavam Giovanni Antonio del Balzo Orsini, o Príncipe de Taranto, e Jacopo Piccinino, um famoso condottieri que havia sido convidado pelos Angevinos. Francisco Sforza, o duque de Milão, que estava cauteloso com a presença francesa na Itália, aliou-se a Fernando e enviou seu sobrinho, Alessandro Sforza, para comandar seu exército no sul da Itália.  O Papa Calisto, um espanhol que desejava ver o seu compatriota no controlo de Nápoles, não estava em condições de ajudar o fraco Fernando, por isso recorreu a Skanderbeg em busca de ajuda.  Entretanto, naquela época, Piccinino e seus homens haviam conquistado todo o sul da Itália, exceto Nápoles, Cápua, Aversa, Gaeta, Troia e Barletta, onde Fernando estava sitiado. 
Skanderbeg recebeu muita ajuda do pai de Fernando, Afonso, e ainda era vassalo da Coroa de Aragão, então sentiu a necessidade de retribuir à Coroa.  Ele aceitou os apelos do papa para ir à Itália e ajudar Fernando. O raciocínio declarado por Skanderbeg era duplo: ele queria permanecer leal ao seu aliado e queria impedir uma tomada de Nápoles pelos angevinos, uma vez que eles mantinham relações amigáveis com os turcos.  Skanderbeg também temia que se os angevinos tomassem Nápoles, eles se voltariam para a Albânia, onde anteriormente mantinham um reino. Por outro lado, antes de empreender qualquer ação contra os angevinos, ele tomou medidas para suavizar as relações com Veneza . Ao ver que o sul da Itália estava envolvido num conflito, Veneza já não temia uma aliança aragonesa-albanesa e o Senado decidiu adoptar uma abordagem mais amigável nas relações albanesas-venezianas.  Enquanto isso, o Papa Calisto III morreu e foi sucedido pelo Papa Pio II. Sentindo que a guerra começaria em breve, Pio tentou convencer Giovanni Orsini, o principal rival de Fernando, a resolver suas diferenças com o rei.  O rei francês, Luís XI, adotou a posição angevina e, na esperança de convencer Pio XII a permitir a tomada francesa de Nápoles, propôs a revogação da Pragmática Sanção de Bourges, que minou o poder do papa, e chegou a declarar que estaria disposto a emprestar 70.000 homens para a planejada cruzada papal. Pio, porém, desconfiava da falta de sinceridade e desconsiderou essas propostas.  Um esforço adicional para impedir o desembarque de Skanderbeg foi feito por Sigismondo Malatesta, o Senhor de Rimini e o tirano mesquinho mais temido da Itália, que tentou convidar Maomé para a Itália com um mapa detalhado do Adriático se Fernando mandasse chamar o albanês.  O manuscrito, contudo, nunca chegou ao sultão e caiu nas mãos de Pio. 

### Situação albanesa

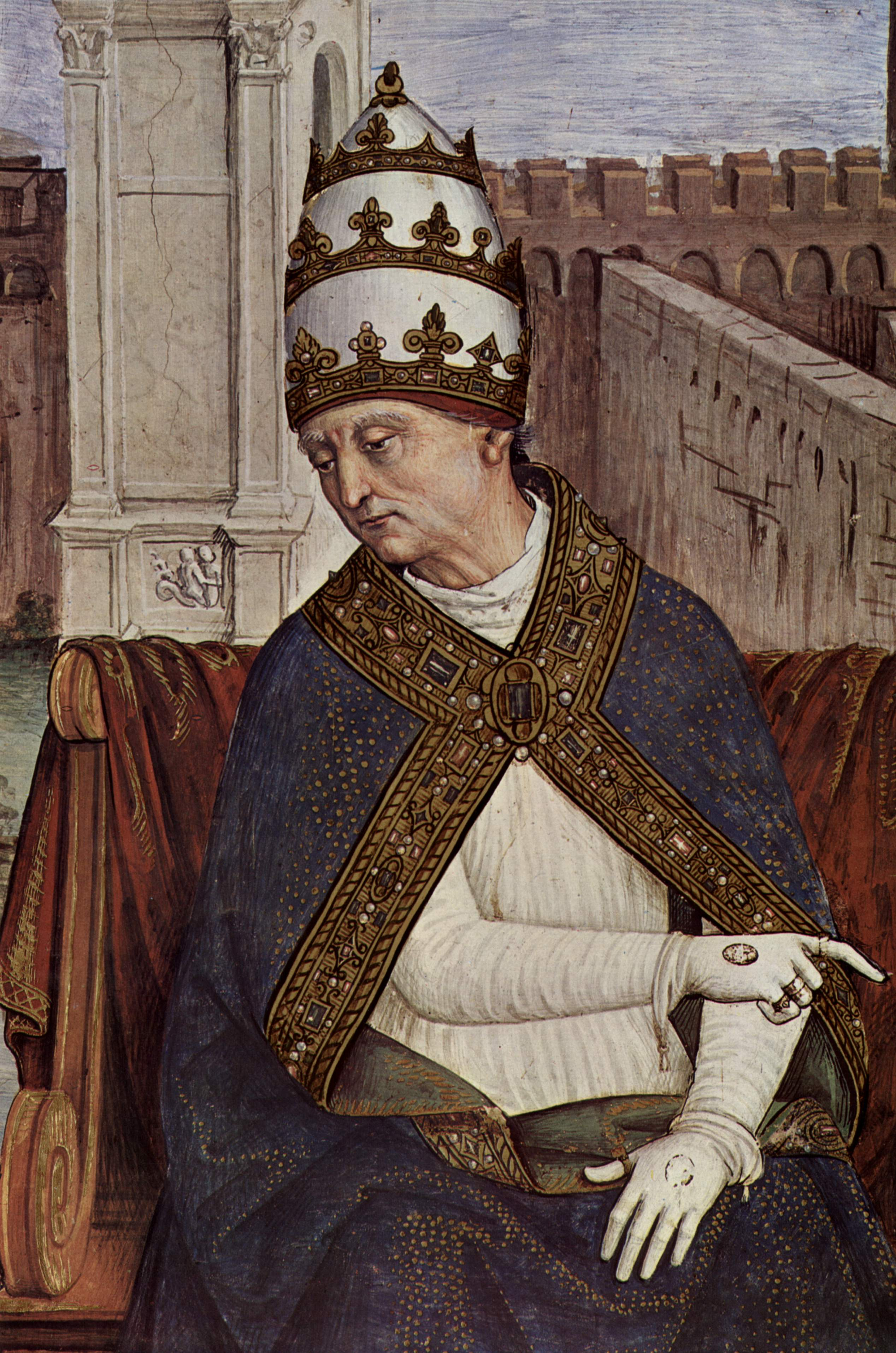
Pio II: afresco localizado na 'Biblioteca Piccolomini' no Duomo de Siena

Notícias constantes de campanhas otomanas contra a Bósnia e a Moreia Bizantina, mas não contra a Albânia, pareciam sugerir a Skanderbeg que Maomé II estava considerando um armistício com Skanderbeg. Este último aproveitou esta calmaria nos combates para se preparar para a sua viagem à Itália e para proteger as suas fronteiras a norte de um possível ataque do aliado evasivo de Skanderbeg no norte da Albânia, Lekë Dukagjini, que estava a tentar expandir o seu reino através de um acordo com os turcos.  Para refrear suas ambições, Skanderbeg tomou a Fortaleza Shat e a presenteou com um presente para Veneza.  Skanderbeg então estabeleceu uma aliança com Veneza contra Dukagjini, enquanto Dukagjini fortalecia sua aliança turca.  O novo papa emitiu uma bula contra Dukagjini, dando-lhe quinze dias para romper sua aliança com os otomanos e se reconciliar com Skanderbeg, ou seria sujeito à interdição; Dukagjini cedeu e escolheu a primeira opção. Ele então restabeleceu sua aliança com Skanderbeg e Veneza e aceitou todas as suas perdas. 
Pio II continuou a apoiar Skanderbeg, mas não lhe forneceu tanta ajuda financeira quanto Calisto, pois acreditava que a habilidade militar de Skanderbeg e a aptidão de seus soldados para a batalha eram suficientes para deter os exércitos turcos. No entanto, o papa ainda considerava a assistência de Skanderbeg essencial para seus planos de uma cruzada anti-otomana.  Em 1459, depois que Maomé II completou sua conquista da Sérvia, os enviados otomanos apelaram por um armistício de três anos entre a Albânia de Skanderbeg e o Império Otomano. O objetivo do sultão era distanciar Skanderbeg da cruzada do papa, pois ele acreditava que a única esperança de sucesso da cruzada era Skanderbeg. Para dar à Albânia uma pausa de quinze anos de invasão otomana contínua, Skanderbeg considerou aceitar a proposta, mas precisava da aprovação do papa.  Pio não permitiu tal acordo e começou a duvidar da lealdade de Skanderbeg.  Enquanto os otomanos operavam nos Balcãs Ocidentais, Pio temia que os soldados otomanos quebrassem a trégua e invadissem a Albânia.  Para recuperar a confiança do papa, Skanderbeg não concordou com a paz.  Skanderbeg, no entanto, ficou desapontado com a resposta de Roma e respondeu não participando do Concílio de Mântua, que foi realizado para planejar a futura cruzada.  O Conselho terminou em fracasso, significando que Skanderbeg não receberia ajuda do Ocidente. Ele enviou então embaixadores ao papa dizendo que só estaria disposto a desembarcar na Itália se um cessar-fogo com os turcos fosse acertado, algo que Roma logo permitiu. 
Antes de enviar seus homens para a Itália, Ragusa (Dubrovnik) deveria receber o enviado de Skanderbeg em 9 de junho de 1460. Ele solicitou o apoio da cidade para o transporte de seus guerreiros para o sul da Itália através do Adriático. Veneza não foi consultada porque buscava seus próprios interesses na Itália, enquanto Ragusa mantinha estreitas relações econômicas com a Coroa de Aragão. Enquanto isso, Skanderbeg enviou Martin Muzaka a Roma, onde apresentou a Pio os planos de Skanderbeg, e Pio, por sua vez, notificou Ferdinando. Pio então ordenou que Veneza guardasse a costa albanesa.  Skanderbeg decidiu então enviar uma tropa de seus homens enquanto permanecesse na Albânia.  Em meados de junho de 1461, Skanderbeg concordou com um cessar-fogo com Maomé, que usou esse tempo para finalmente conquistar Trebizonda, na parte nordeste da Turquia moderna.  A trégua foi acordada para durar três anos. 

## Primeiros desembarques
Em 17 de setembro de 1460, Skanderbeg enviou 500 cavaleiros para Barletta, na Apúlia, sob o comando de seu sobrinho, Constantino, que na época tinha 22 ou 23 anos. As batalhas pela Coroa de Nápoles até aquele momento foram menores, com pouco mais de mil soldados por beligerante. O exército napolitano de Fernando como um todo contava com 7.000 homens. A adição de 500 cavaleiros albaneses, embora não estivessem equipados com couraças como os seus homólogos italianos, aumentou a eficácia da sua força.  Nessa época, Fernando havia perdido a maior parte de seu território e ficou com algumas fortalezas na Apúlia e na área ao redor de Nápoles. Os angevinos estavam se aproximando rapidamente de Nápoles e Fernando preparou uma contra-ofensiva. Ele primeiro garantiu o que tinha colocando Roberto del Balzo Orsini no comando, mas a incompetência de Orsini atrasou o exército napolitano. A essa altura, os homens de Skanderbeg já haviam chegado, e Ferdinando começou sua ofensiva. A guerra de cavalaria ligeira albanesa foi notada pela primeira vez aqui pela sua rapidez e eficácia, onde se relatou que viajavam 30–40 milhas (48–64 km) por dia, ao contrário da cavalaria italiana, que só conseguia viajar 10–12 milhas (16–19 km).  Os albaneses foram encorajados por Fernando a lutar da maneira tradicional e a invadir o território; Fernando informou Francisco Sforza que os albaneses estavam devastando a Apúlia e tomando todo o saque que podiam.  Esses eventos preocuparam os angevinos e levaram Giovanni Orsini a tentar impedir Skanderbeg de enviar seus homens para a Itália.  René d'Anjou ficou particularmente surpreso com a ação de Skanderbeg, pois acreditava que ele nunca havia ofendido o albanês.  

### Correspondência Orsini-Skanderbeg
"O Príncipe de Taranto escreveu-me uma carta, cuja cópia, e a resposta que lhe dei, estou enviando a Vossa Majestade. Estou muito surpreso que Sua Senhoria tenha pensado em desviar-me de minha intenção com suas palavras bruscas, e Gostaria de dizer uma coisa: que Deus guarde Vossa Majestade do mal, do mal e do perigo, mas seja como for, sou amigo da virtude e não da fortuna."

Carta de Skanderbeg para Fernando I de Nápoles.
Giovanni Orsini era o Príncipe de Taranto e o maior rival de Fernando. Ele tinha sido, no entanto, um aliado fiel de Afonso e desenvolveu uma admiração por Skanderbeg e suas campanhas na Albânia.  Depois que Skanderbeg se aliou ao seu rival, Orsini aliou-se aos angevinos e recusou-se a reconhecer Fernando como rei de Nápoles.  Ele então enviou uma carta para convencer Skanderbeg a retirar seus homens da Itália, argumentando que a sorte de Ferdinando era desesperadora, que a fama de Skanderbeg acabaria após seu suposto desastre e que uma aliança com René seria muito mais recompensadora do que uma aliança com Ferdinando. A carta de resposta de Skanderbeg, datada de 10 de outubro de 1460, afirmava que ele não era um condottieri em busca de fortuna, mas um homem maduro que procurava ajudar seu aliado.  Além disso, ele enviou outra carta a Fernando assegurando-lhe sua lealdade.   Outra carta foi enviada a Pio assegurando-lhe que os albaneses estavam aptos para a batalha na Itália, algo em que os governantes italianos não acreditavam.  As cartas elucidam os motivos políticos de Skanderbeg por trás de sua expedição italiana, apresentando-se como um nobre aliado, e também ilustram a influência do Renascimento na corte de Skanderbeg.   Eles também serviram a um propósito psicológico para intimidar os rivais de Fernando: Skanderbeg comparou-se a Pirro do Épiro da antiguidade, que marchou para a Itália para defender as cidades-estado gregas da expansão romana. 

### Contraofensiva napolitana
Em outubro de 1460, Fernando conseguiu recapturar seus territórios ocidentais, de Cápua a Benevento. Na sua fronteira oriental, no entanto, seus inimigos continuaram à solta. O mais perigoso entre eles era Piccinino.  Piccinino assumiu a tarefa de bloquear as tropas papais e napolitanas a caminho da Apúlia. Como Roberto Orsini, o homem que ficou responsável pelo leste e irmão de Giovanni Orsini que permaneceu leal a Fernando, foi considerado incompetente, Fernando convidou Constantino para Nápoles, oferecendo-lhe um papel de liderança em uma operação contra Piccinino.  Junto com a cavalaria de Constantino, Francesco del Balzo, o duque de Andria que permaneceu leal a Fernando, conseguiu derrotar Ercole d'Este em Gargano. Eles então tinham controle sobre os direitos alfandegários coletados ali, que rendiam 30.000 ducados anualmente, dos quais vinha a maior parte do pagamento de Piccinino.  A luta continuou por três meses, após os quais Constantino e Fernando conseguiram recuperar parte do território perdido. Piccinino preparou sua própria contra-ofensiva, junto com os homens de Giovanni Orsini, sitiando os principais castelos. Uma batalha feroz eclodiu em Venosa em 28 de maio de 1461, da qual a cavalaria albanesa participou. Fernando abandonou a cidade e fugiu de volta para a Apúlia. Perto de Troia, ele conheceu o embaixador de Skanderbeg, Gjokë Stres Balsha, que o informou que Skanderbeg estava pronto para desembarcar na Itália assim que as galeras adequadas fossem fornecidas. 

## Expedição de Skanderbeg

### Preparativos e viagem à Ragusa
Antes de partir para a Itália, Skanderbeg precisava acumular as finanças adequadas. Pio ordenou que a Diocese da Dalmácia doasse um terço do que havia arrecadado para a próxima cruzada em Skanderbeg. O papa também ordenou que 1.000 florins fossem doados a Skanderbeg dos fundos do Vaticano. Os bancos Ragusanos detinham esse montante, mas devido à ameaça de uma invasão otomana, recusaram-se a continuar a financiar a cruzada;  Stjepan Vukčić Kosača do Ducado de São Sava avisou que os otomanos iriam em breve avançar para a Dalmácia e para a Albânia.  Eles estavam, portanto, relutantes em financiar a expedição de Skanderbeg à Itália.  Devido a problemas financeiros e à falta de navios grandes (ele, no entanto, recebeu vários navios menores para transportar suas tropas), a chegada de Skanderbeg foi adiada enquanto Fernando estava sitiado em Barletta. Antes do cerco começar, no entanto, Ferndinand enviou quatro galeras para as costas albanesas, onde Skanderbeg e seus homens estavam esperando.  Skanderbeg, entretanto, enviou um capitão não identificado às suas fronteiras orientais para se proteger contra um ataque otomano e deixou sua esposa, Donika, encarregada de seus negócios. 

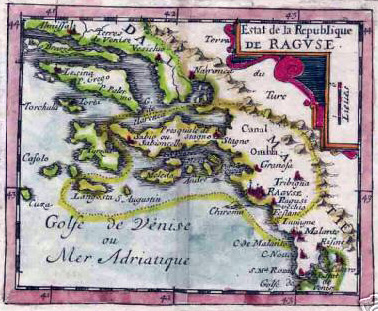
Mapa da República de Ragusa

Um embaixador veneziano a caminho de Constantinopla relatou que Skanderbeg havia reunido 1.000 cavaleiros e 2.000 infantaria, juntamente com vários navios papais e napolitanos em Capo-di-Lachi (em albanês: Kepi i Lagjit) perto da atual Kavajë.   No entanto, ele ainda estava esperando um suprimento de grãos e dois navios napolitanos, então continuou esperando. Em 21 e 22 de agosto de 1461, as quatro galeras enviadas por Fernando chegaram. Ele embarcou logo depois, mas não enviou toda a sua força diretamente para a Apúlia. Ele enviou Ivan Strez Balšić (que havia retornado da Itália) com 500 cavaleiros e 1.000 infantaria para o sitiado Fernando, enquanto o próprio Skanderbeg foi para Ragusa para convencer seus reitores a lhe darem os fundos necessários. Os homens de Ivan desembarcaram em Barletta em 24 de agosto de 1461. As forças angevinas, entre as quais estava Giovanni Orsini, temiam que o próprio Skanderbeg fosse o líder dessa força, então levantaram o cerco de Barletta imediatamente. Ivan então informou Ferdinand que Skanderbeg chegaria após sua viagem a Ragusa.  Ferdinando sentiu que o envolvimento pessoal de Skanderbeg era essencial e começou a se preocupar quando ele não apareceu em dois dias, como Ivan havia prometido. 
Skanderbeg chegou a Ragusa em 24 de agosto de 1461 junto com Pal Engjëlli, Arcebispo de Durrës. Seus homens permaneceram nos navios ancorados no porto enquanto ele foi para a cidade. Devido à pressão papal, os Ragusanos reconsideraram os pedidos de Skanderbeg.  Sua fama era visível quando ele atravessava os portões da cidade e a população saía às ruas para vê-lo. Ele foi recebido com uma cerimônia e um passeio pela cidade inspecionando seus muros e armamento. Ele então recebeu a quantia financeira que havia vindo buscar.  Seus homens também foram abastecidos com alimentos para a campanha que se aproximava.  Sua popularidade permitiu que ele fosse bem cuidado pelos ragusanos, onde estava presente a maior comunidade albanesa fora da Albânia. Em 29 de agosto de 1461, Skanderbeg partiu para a Apúlia, mas uma tempestade o forçou a ancorar em uma ilha da Dalmácia. Em 3 de setembro de 1461, Skanderbeg finalmente chegou a Barletta. 

### Skanderbeg na Itália

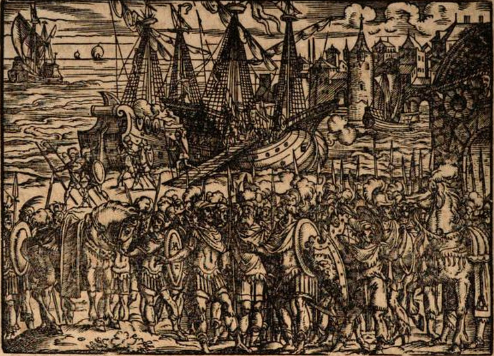
Skanderbeg desembarcando na Itália - Gravura de Jost Amman 1587

#### Campanha em Barletta e Andria
Embora tenham levantado o cerco de Barletta ao verem os homens de Skanderbeg se aproximando na semana anterior, as forças angevinas permaneceram ativas.  Quando Skanderbeg chegou, Fernando o colocou no comando da fortaleza de Barletta, enquanto o próprio rei foi para Ariano Irpino. Uma vez no comando da fortaleza, Skanderbeg avançou contra os rivais de Ferdinando. Entre eles estavam Giovanni Orsini, Jean d'Anjou (o duque da Calábria), Piccinino e Francesco del Balzo.  Eles se posicionaram em Andria, onde os ataques albaneses continuaram. O armamento leve da cavalaria albanesa, os cavalos rápidos e as fileiras soltas permitiram que eles superassem rapidamente os 7.000 soldados da cavalaria italiana fortemente armados, que lutavam em formações compactas. Numa das suas operações, um guerreiro albanês capturou Alois Minutulo, o senhor do Castelo de Monte Sant'Angelo que estava preso na Fortaleza de Barletta.  Três anos mais tarde, Fernando presentearia Skanderbeg com o castelo como um símbolo de sua gratidão. 
Os oponentes de Fernando, sob o comando principal de Piccinino, tentaram abrir batalha com Skanderbeg, mas devido à força combinada das forças albanesas e napolitanas, eles se retiraram dos campos andrianos para Acquaviva delle Fonti . A notícia da retirada de Piccinino chegou a Veneza, que enviou uma mensagem a Francisco Sforza.  Skanderbeg então marchou para Taranto, onde Giovanni Orsini era príncipe. Orsini tentou novamente dissuadir Skanderbeg de marchar contra ele, mas Ferdinando estava desconfiado da fidelidade de Orsini, então Skanderbeg continuou atacando o território de Orsini.  Ele dividiu seu exército em três partes, uma sob o comando de Moisi Arianit Golemi, a outra sob o comando de Vladan Gjurica e a última sob seu comando. Ele liderou ataques contra os inimigos de Fernando em três direções sem parar, exaurindo-os completamente.  Durante o mês de outubro, Skanderbeg continuou a pilhar o território de Orisini a partir de suas bases em Barletta e Andria, uma vez que os angevinos não estavam presentes; Ferdinando, entretanto, varreu a Calábria, onde recapturou Cosenza e Castrovillari.  Neste ponto, Orsini pediu uma trégua a Skanderbeg, que o albanês rejeitou. Em 27 de outubro, Skanderbeg relatou que havia capturado a cidade de Gisualdo.  Piccinino então pediu a Skanderbeg que interrompesse sua campanha, o que Skanderbeg aceitou exuberantemente, acreditando que a paz estava próxima. 
Piccinino, porém, não procurou manter o acordo, como relatou um dos seus desertores.  Ao saber disso, Skanderbeg decidiu abrir batalha com os homens de Piccinino.

#### Batalha de Seggiano
Depois de alimentar seus homens e preparar seus cavalos, Skanderbeg partiu ao luar em direção ao acampamento angevino. Ele encontrou o local vazio, no entanto, uma vez que um dos homens de Piccinino já o havia informado sobre as intenções dos albaneses.  Skanderbeg então retornou a Barletta, onde foi reforçado por Ferdinando e seus homens. Ele então dividiu seu exército em dois, um sob o comando de Alessandro Sforza, o outro sob o seu, e se aproximou de Troia. Jean d'Anjou e Piccinino estavam estacionados em Lucera, a oito milhas de Troia. Sabendo que a batalha aconteceria entre Troia e Lucera, Skanderbeg partiu à noite para capturar Seggiano, uma montanha localizada entre as duas cidades, onde ele posicionou alguns de seus homens para protegê-la. Daí, seus homens poderiam encontrar refúgio em caso de derrota.  Piccinino tinha o mesmo objetivo em mente e partiu para capturar a montanha, mas encontrou os homens de Skanderbeg. Ele assim manteve seus homens em ordem para a batalha que se aproximava. No dia seguinte, os dois exércitos se encontraram. A batalha durou até o anoitecer, mas os homens de Jean sofreram uma séria derrota e ele foi forçado a fugir. Piccinino então recuou de suas campanhas.  Ele foi para o norte, onde se juntou a Sigismondo Malatesta e 200 de seus homens para lançar ataques ao estado papal. 

#### Captura de Trani
A próxima tarefa de Skanderbeg era recapturar Trani, o segundo ponto mais importante da Apúlia, depois de Barletta. Ele conseguiu capturar o comandante da guarnição, Fuscia de Foxa, que havia se rebelado contra Fernando. Fuscia estava fora dos muros de Trani com dezesseis homens quando Skanderbeg o viu e o cercou e então tentou convencê-lo a abandonar Orsini, mas Fuscia recusou por razões pecuniárias.   Na manhã de 28 de dezembro de 1461, com os apelos de Fuscia, Gracciani, o vice-comandante da guarni, rendeu Trani. No entanto, tanto Fuscia quanto Gracciani se recusaram a entregar as munições da guarnição. Skanderbeg ameaçou prendê-los se não entregassem o que lhes foi pedido, forçando os dois a entregar os suprimentos de Trani.  Após semanas de pilhagem, Skanderbeg e seus colegas aragoneses juntaram-se aos homens de Alessandro Sforza.  Eles então cederam todas as fortalezas que haviam recapturado a Fernando. 

## Consequências
Vendo que suas fortunas estavam diminuindo, os rivais de Fernando tentaram fazer as pazes com Francisco Sforza. Fernando enviou Skanderbeg como intermediário, onde Giovanni Orsini e Piccinino ofereceram paz se pagassem 150.000 e 110.000 ducados, respectivamente, algo que Fernando recusou.  Esta foi uma das últimas ações pessoais de Skanderbeg na Itália. Ele permaneceu na Apúlia por mais um mês, até janeiro de 1462, quando retornou à Albânia, deixando seus soldados na Itália. Não está claro o motivo de sua saída da Itália, mas acredita-se que naquela época Maomé estava preparando sua campanha contra a Hungria, algo que poderia ser usado contra a Albânia. No seu regresso, visitou novamente Ragusa, onde foi igualmente recebido como um herói.  Ele queria partir imediatamente para a Albânia, mas o mau tempo obrigou-o a ficar.  Os reitores de Ragusa lhe ofereceram suprimentos, sugerindo que ele desejava continuar para a Albânia por terra, mas, em vez disso, depois de dez dias em Ragusa, ele navegou de navio para a Albânia. Antes de partir, ele comprou grãos da Sicília para seus soldados na Apúlia. 
A guerra pela Coroa de Nápoles continuou por mais alguns meses após a partida de Skanderbeg. Não se sabe se guerreiros albaneses lutaram nas batalhas que se seguiram. Em agosto de 1462, Fernando obteve uma vitória decisiva em Orsara.  A expedição de Skanderbeg o tornou famoso em toda a Itália. Em seu livro, De Bello Neapolitano (A Guerra Napolitana), Iovianus Pontanus vê o desembarque albanês como essencial para a vitória de Fernando: suas manobras rápidas e ataques rápidos praticamente imobilizaram os guerreiros italianos.  A expedição de Skanderbeg conseguiu levantar o cerco de Barletta, capturando Trani através de um estratagema, forçando os angevinos a mudarem de uma estratégia ofensiva para uma defensiva e devastando a terra a ponto de seus habitantes e Giovanni Orsini serem forçados a se submeter a Fernando, permitindo até que Fernando comparecesse em segurança ao casamento de Antonio Piccolomini, sobrinho de Pio II.  Além disso, a campanha foi fundamental para garantir o reino napolitano para Fernando. 
Pelos seus serviços, Fernando concedeu o Monte Sant'Angelo a Skanderbeg, onde muitos dos seus homens logo se estabeleceram.  Eles estabeleceram quinze aldeias nas paisagens onduladas a leste de Taranto.  O seu regresso à Albânia foi saudado como um triunfo pelos seus seguidores.  Apesar da alegria, Skanderbeg começou a se preparar para a guerra. Em 7 de julho de 1462, o exército turco retomou suas campanhas na Albânia. O primeiro grande combate ocorreu em Mokra, em 7 de julho de 1462.  Na campanha macedônia seguinte, em agosto do mesmo ano, Skanderbeg derrotou três exércitos otomanos em um mês.  Em 27 de abril de 1463, Skanderbeg e Maomé assinaram um novo tratado de paz,  mas mais tarde, em 9 de setembro de 1463, Skanderbeg assinou uma aliança com Veneza, que estava se preparando para a guerra contra os otomanos.  Em 12 de outubro de 1463, Pio ficou confiante o suficiente para declarar sua cruzada contra os turcos otomanos, à qual Skanderbeg se juntou. 